# GRB 090423
Pour les articles homonymes, voir GRB.
GRB 090423 est un sursaut gamma (GRB) d'une durée de 10 secondes, observé le 23 avril 2009, à plus de 13 milliards d’années-lumière, à quelques degrés de l'étoile supergéante η Leonis, dans la constellation du Lion.
Ce fut au moment de sa découverte et jusqu’en octobre 2010, avec l’annonce de la découverte de la galaxie UDFy-38135539, l’événement astronomique transitoire identifié le plus éloigné de la Terre et le sursaut gamma le plus puissant jamais observé, ainsi qu'un des plus vieux objets connus de l'histoire et chronologie de l'Univers.

## Histoire
Ce sursaut gamma, d'une durée de 10 secondes, est découvert et observé dans la direction de la constellation du Lion, par le satellite artificiel SWIFT, le 23 avril 2009 à 07:55:19 UTC,
.

Observation de GRB 090423
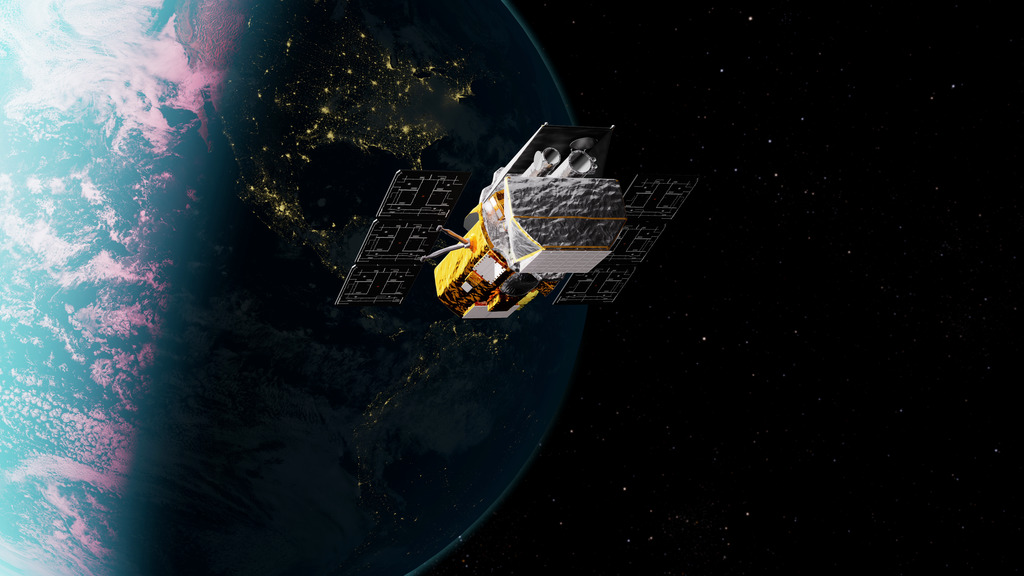
Le satellite artificiel SWIFT en orbite autour de la Terre
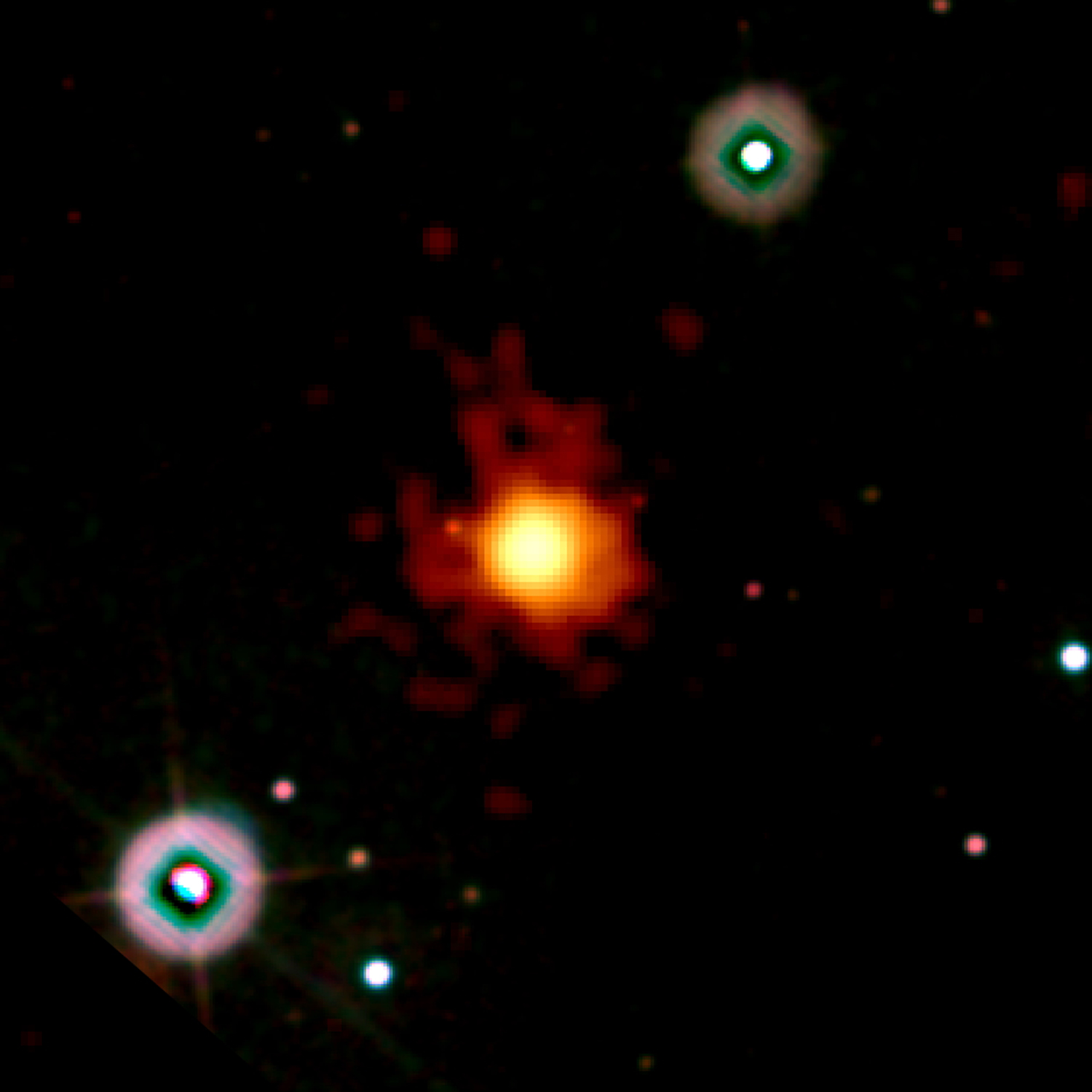
Sursaut gamma depuis SWIFT
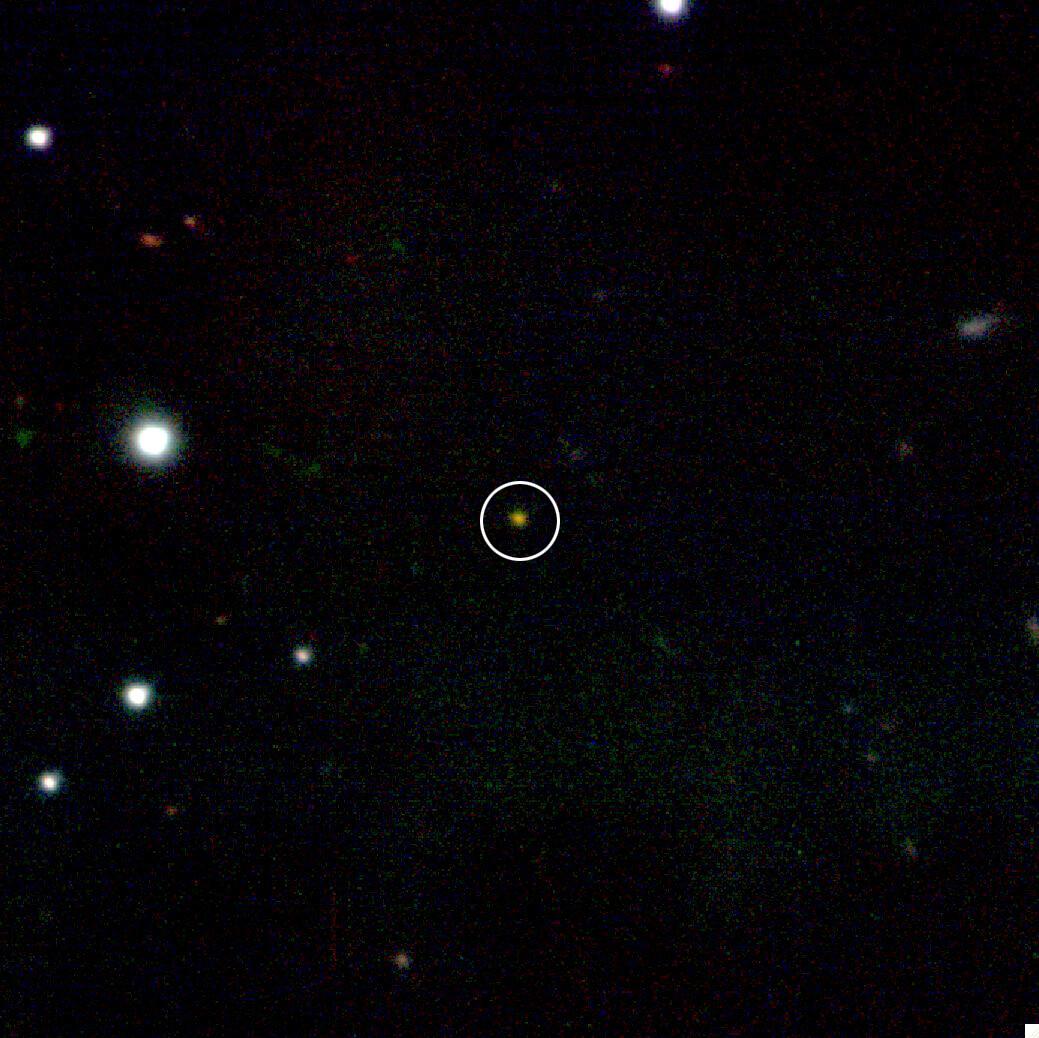
Remanance infrarouge depuis l'observatoire Gemini d'Hawaï

Il serait la résultante de l'explosion d'une étoile massive ancienne en fin de vie (de population II ou III, d'une galaxie primordiale) probablement effondrée en trou noir. Une remanance infrarouge (NIRS) a été observée après l'explosion par l'observatoire Gemini d'Hawaï, ce qui a permis de mesurer un décalage vers le rouge de z = 8,2 dû aux effets de l'expansion de l'Univers,,,. D'après le modèle standard de la cosmologie, ce décalage vers le rouge correspond à un temps de regard vers le passé de 630 millions d'années après le Big Bang (âgé de 13,8 milliards d’années). Une date aussi précoce reste parfaitement compatible avec les époques correspondant aux premières phases de formation d'étoiles et d'évolution stellaire de galaxie primordiale, sans doute très antérieures à 630 millions d'années après le Big Bang.